# Марко Краљевић
Марко Мрњавчевић (око 1335 — Ровине, 17. мај 1395), у народу познатији као Краљевић Марко, био је дејуре српски краљ од 1371. до 1395. године, док је дефакто владао само територијом у западној Македонији. Престони град у држави краља Марка био је Прилеп. У српској народној епици, у којој му је посвећен један од циклуса пјесама, познат је као Краљевић Марко. Његов отац, краљ Вукашин, био је савладар цара Стефана Уроша V, чија је владавина била обиљежена слабљењем царске власти и осамостаљивањем обласних господара у Српском царству, што је поспјешило његов распад. Вукашинови посједи обухватали су земље у Македонији, Косову и Метохији. Он је 1370. или 1371. крунисао Марка за „младог краља“; ова титула укључивала је могућност да Марко наследи Уроша на српском престолу у случају да Урош не буде имао мушких потомака.

## Биографија

### До 1371.
Марко Мрњавчевић је рођен око 1335. године као најстарији син Вукашина и његове супруге Аљене (Алене) у народним песмама Јевросиме. Према дубровачком историчару Мавру Орбину, родоначелник породице Мрњавчевић био је Мрњава, сиромашни племић из Захумља, чији су синови рођени у Ливну у западној Босни. Мрњава се могао тамо одселити након што је Босна анектовала Захумље 1326. године. Могуће је да су касније Мрњавчевићи, као и други захумски племићи, подржавали српског цара Душана током његових припрема за поход на Босну, те су се, да би избјегли одмазду због тих активности, иселили у Српско царство пред почетак сукоба. Ове припреме могле су почети већ двије године прије самог похода, који се догодио 1350. Приближно из те године потиче најранији писани траг о Марковом оцу Вукашину, из којег се види да га је Душан поставио за жупана Прилепа. Овај град је Србија освојила од Византије 1334, скупа са другим дијеловима Македоније. Цар Душан је 1355. године изненада умро у 47. години живота.
Душана је наслиједио његов деветнаестогодишњи син Урош, који је по свему судећи сматрао Марка Мрњавчевића човјеком од повјерења. Млади цар га је поставио на чело свог посланства у Дубровник крајем јула 1361. године, да би преговарао о миру између Царства и Дубровачке републике током сукоба који су избили раније те године. Мир није био закључен овом приликом, али је Марко испословао да се пусте на слободу заробљени призренски трговци, иако су Дубровчани задржали њихову робу. Марку је такође било допуштено да подигне сребро које је његова породица депоновала у том граду. Биљешке о овом посланству у дубровачким документима из те године, садрже први неоспорни писани траг о Марку Мрњавчевићу. У натпису из 1356. изнад врата једне цркве у Тиквешу, спомињу се неки Никола и Марко као управитељи у том крају, али није јасно о којем Марку се ту ради
Након Душанове смрти дошло је до разбуктавања сепаратистичких активности у Српском царству. Југоисточне територије, Епир, Тесалија и земље у јужној Албанији, оцијепиле су се већ до 1357. Језгро државе остало је лојално новом цару Урошу. Оно се састојало од три главна подручја: западних земаља, укључујући Зету, Травунију, источни дио Захумља и горње Подриње; средишњих српских земаља; и Македоније. Ипак, велика српска властела испољавала је све више независности од Урошеве власти чак и у том дијелу Царства који је остао српски. Урош је био слаб и неспособан да у коријену сасијече ове сепаратистичке тежње, постајући другоразредан фактор у држави којом је номинално владао. Српски великаши су се и између себе сукобљавали око територија и утицаја.
Вукашин Мрњавчевић био је вјешт политичар, и постепено је преузео водећу улогу у Царству. Августа или септембра 1365. Урош га је крунисао за краља и прогласио својим савладарем. До 1370. Марково потенцијално наслијеђе је повећано, јер су се у Вукашиновом посједу осим Прилепа нашли и Призрен, Приштина, Ново Брдо, Скопље и Охрид. У повељи коју је издао 5. априла 1370. Вукашин је поменуо своју супругу краљицу Аљену и синове Марка и Андријаша, наводећи да је Богом постављен за „господина зємли срьбьскои и грькѡмь и западнимь странамь“. Крајем 1370. или почетком 1371, Вукашин је крунисао Марка за „младог краља“. Ова титула је додјељивана синовима српских краљева да би им се осигурао положај насљедника. Пошто Урош није имао дјеце, Марко је на овај начин дошао у позицију да га може наслиједити на српском трону, започињући нову—Вукашинову—династију српских монарха. То би представљало крај двовјековне владавине Немањића. Већина српских великаша није била задовољна овом ситуацијом, што је само ојачало њихове тежње ка независности од централне власти.
Вукашин је настојао да обезбиједи супругу са добрим везама за свог најстаријег сина Марка. Дјевојка из далматинске племићке породице Шубић била је послана од стране оца Гргура на двор њиховог рођака босанског бана Твртка I, са намјером да је одгоји и добро уда банова мајка Јелена. Она је била ћерка Јураја II Шубића, чији је дјед по мајци био српски краљ Драгутин Немањић. Пошто су Твртко и Јелена одобравали Вукашинову идеју да се млада Шубићева уда за Марка, вјенчање је било на помолу. Међутим, априла 1370. римски папа Урбан V шаље писмо Твртку у којем му изричито забрањује да уда католичку племкињу за „сина његовог величанства краља Србије, шизматика“ (filio magnifici viri Regis Rascie scismatico). Папа је о овој „увреди за хришћанску вјеру“ писао и угарском краљу Лајошу I, номинално надређеном Твртку, тако да од тог вјенчања није било ништа. Марко се оженио Јеленом, ћерком Радослава Хлапена, господара Бера и Водена, српског владара јужне Македоније.
У прољеће 1371. Марко је учествовао у припремама за војни поход против Николе Алтомановића, главног српског великаша у западном дијелу Царства. Поход су здружено припремали краљ Вукашин и господар Зете Ђурађ I Балшић, који је био ожењен краљевом ћерком Оливером. Јула те године, Вукашин и Марко су логоровали са својом војском на Балшићевој територији крај Скадра, спремни да направе пробој у Алтомановићеву земљу у правцу Оногошта. Овај напад се није догодио, пошто су Османлије запријетиле господару Сера деспоту Јовану Угљеши, млађем краљевом брату који је владао источном Македонијом. Војне снаге Мрњавчевића брзо су преусмјерене ка истоку. Након безуспјешног покушаја да нађу савезнике, два брата су самостално продрла са својим трупама у територију под османском контролом. У Маричкој бици 26. септембра 1371, Турци су потпуно уништили српску војску; чак ни тијела Вукашина и Угљеше нису пронађена. Мјесто борбе, у близини села Орменио на истоку данашње Грчке, Турци и данас називају Sırp Sındığı „српска погибија“. Исход ове битке имао је озбиљне посљедице: врата Балкана била су широм отворена за даље турско напредовање.

### Након 1371.
После очеве смрти „млади краљ“ Марко крунисан је за краља и савладара цара Уроша. Недуго након тога угашена је династија Немањића Урошевом смрћу 2. или 4. децембра, чиме је Марко формално постао краљ српске државе. Српски великаши, међутим, нису ни помишљали да га признају за свог врховног господара, при чему је њихов сепаратизам још више порастао. Погибијом два брата и уништењем њихове војске Мрњавчевићи су остали без стварне моћи, те су околни обласни господари приграбили знатне дијелове територије коју је Марко наслиједио од свог оца. До 1372. Ђурађ I Балшић заузео је Призрен и Пећ, а кнез Лазар Хребељановић Приштину. До 1377. Вук Бранковић освојио је Скопље, а властелин албанског поријекла жупан Андрија Гропа осамосталио се у Охриду. Могуће је да је овај други остао вазал Марку као што је био Вукашину. Гропин зет био је Марков сродник Остоја Рајаковић од племена Угарчића из Травуније. Он је вјероватно био један од српских племића из Захумља и Травуније којима је цар Душан додијелио земље у новоосвојеним подручјима Македоније.
Једини значајни град који је Марко задржао био је Прилеп. Тако је краљ Марко у стварности постао само један од обласних господара, владар релативно мале територије у западној Македонији, која се на сјеверу простирала до Шар-планине и Скопља, на истоку до Вардара и Црне Реке, а на западу до Охрида. Није јасно гдје су биле јужне границе ове територије. Марко није сам владао ни у овој области, јер ју је дијелио са млађим братом Андријашем, који је држао власт над једном подоблашћу у њој. Њихова мајка краљица Аљена замонашила се након Вукашинове погибије, узевши монашко име Јелисавета, али је током неколико година након 1371. била Андријашев савладар. Најмлађи брат Дмитар боравио је на територији којом је управљао Андријаш. Имали су још једног брата који се звао Иваниш, међутим о њему је сачувано веома мало података. Нејасно је када је тачно Марко постао турски вазал, али то се највјероватније није десило одмах након Маричке битке.
Марко се једном растао са својом женом Јеленом, те је живио са Тодором која је била удата за неког Гргура. Јелена се вратила у Бер своме оцу велможи Радославу Хлапену. Марко је касније тражио да се помири са њом, али да би му се супруга вратила, претходно је Тодору морао да преда Хлапену. Пошто се Маркова област на југу граничила са Хлапеновом облашћу, ово помирење могло је бити мотивисано чињеницом да Марку није био потребан непријатељ на југу након свих оних територијалних губитака на сјеверу. Ова брачна епизода је позната захваљујући писару Добри, Марковом поданику. Добре је преписивао црквену књигу требник за цркву у селу Калуђерец и кад је завршио са послом оставио је запис у књизи који почиње овако:
| Слава сьвршитєлю богѹ вь вѣкы, аминь, а҃мнь, а҃м. Пыса сє сиꙗ книга ѹ Порѣчи, ѹ сєлѣ зовомь Калѹгєрєць, вь дьны благовѣрнаго кралꙗ Марка, ѥгда ѿдадє Ѳодору Грьгѹровѹ жєнѹ Хлапєнѹ, а ѹзє жєнѹ свою прьвовѣнчанѹ Ѥлєнѹ, Хлапєновѹ дьщєрє. | Слава Савршитељу Богу у вијеке, амин, амин, амин. Писа се ова књига у Поречју, у селу званом Калуђерец, у дане благовјерног краља Марка, када предаде Тодору Гргурову жену Хлапену, а узе жену своју првовјенчану Јелену, Хлапенову ћерку. |  |

Маркова тврђава налазила се на једном брду сјеверно од Прилепа. Њени остаци, дјелимично добро очувани, познати су под именом Маркове Куле. Испод тврђаве лежи село Варош, гдје се у Средњем вијеку простирао град Прилеп. У селу је смјештен Манастир Светог Арханђела Михаила којег су обновили Марко и Вукашин, чији су портрети осликани у манастирској цркви. Марко је био ктитор Цркве Свете Недеље у Призрену изграђене 1371, недуго пред Маричку битку. У натпису изнад њених улазних врата он је ословљен титулом „млади краљ“.
Манастир Светог Димитрија, познатији као Марков манастир, налази се у селу Маркова Сушица у близини Скопља. Грађен је од око 1345. до 1376. или 1377. Краљеви Марко и Вукашин, његови ктитори, осликани су изнад јужног улаза у манастирску цркву. Марко је приказан као човјек озбиљног лика и строгог погледа, одјевен у пурпурну одјећу; на глави му је круна украшена бисерним нискама. Лијевом руком држи свитак на којем текст почиње ријечима: „А(зь) вь Х(рист)а Б(ог)а бла(говѣ)рьни крал(ь) Марко сьз(ь)дах(ь) и поп(и)с(а)хь (сы) божествни храм(ь)“ (Ја, у Христа Бога благовјерни краљ Марко, сазидах и пописах овај божанствени храм). У десној руци држи велики рог који симболизује рог са уљем којим су помазивани старозавјетни краљеви приликом устоличења. По једном тумачењу, он је овдје представљен као „Божји помазаник и изабраник у тешким приликама Србије после Маричке битке“.
Марко је ковао свој новац, као што је чинио његов отац и други српски великаши тог доба. Његови сребрни новчићи тежили су 1,11 грама, а произвођени су у три основне врсте. Двије на аверсу имају сљедећи текст у пет редова: ВЬХА/БАБЛГОВ/ѢРНИКР/АЛЬМА/РКО „У Христа Бога благовјерни краљ Марко“. Реверс приказује Христа—код прве врсте на престолу, а код друге у мандорли. Код треће врсте, на реверсу је Христос приказан у мандорли, док аверс садржи текст у четири реда: БЛГО/ВѢРНИ/КРАЛЬ/МАРКО „Благовјерни краљ Марко“. Ову једноставну титулу Марко је користио и у црквеним натписима. Није у своју титулу уносио никакве територијалне одреднице, свакако јер је био свјестан досега своје власти након 1371. Брат му Андријаш такође је ковао свој новац; ипак, на територији којом су браћа владала у оптицају је било највише новчића краља Вукашина и цара Уроша. Процјењује се да се у разним нумизматичким збиркама данас налази око 150 комада Маркових новчића.
До 1379. господар Поморавља кнез Лазар Хребељановић издигао се као први и најмоћнији међу српским великашима; потписивао се са титулом самодрьжць вьсѣмь Србьлѥмь (самодржац свих Срба). Ипак, није био довољно моћан да све српске земље уједини под својом влашћу. Балшићи, Мрњавчевићи, Константин Драгаш (Немањић по мајци), Вук Бранковић и Радослав Хлапен, владали су у својим областима независно од Кнеза Лазара. Још један краљ поред Марка ступио је на политичку сцену: Митрополит милешевски крунисао је 1377. Твртка I краљем Срба и Босне. Овај рођак Немањића по мајчиној линији претходно је заузео један дио области пораженог и ослијепљеног велможе Николе Алтомановића.
Дана 28. јуна 1389, српска војска коју су предводили кнез Лазар, Вук Бранковић и Твртков племић Влатко Вуковић од Захумља, под врховном Лазаревом командом, сукобила се са османским трупама Султана Мурата I. Била је то Косовска битка—најславнија битка српске средњовјековне историје. Главнина обију војски била је збрисана; погинули су и Лазар и Мурат. Исход битке био је неријешен, али у њој су Срби изгубили исувише бораца да би могли наставити са успјешном одбраном својих територија, док су Турци имали још много трупа на истоку. Посљедично, српске области које још нису биле турски вазали, једна за другом су то постале током неколико наредних година.
Неколико турских вазала на Балкану одлучили су 1394. да раскину свој вазални однос. Марко није био један од њих, али су његова млађа браћа Андријаш и Дмитар одбили да остану под турском доминацијом. У прољеће 1394. напустили су своју земљу и иселили се у Краљевину Угарску, ступивши у службу краља Жигмунда. Путовали су преко Дубровника, гдје су се задржали неколико мјесеци, док нису подигли двије трећине од 96,73 килограма сребра које је Вукашин тамо депоновао; преостала трећина била је намијењена Марку. Андријаш и Дмитар су први српски племићи који су се иселили у Угарску; српске миграције према сјеверу наставиће се кроз читаву османску окупацију.
Године 1395. Турци су напали Влашку да би казнили њеног владара Мирчу I због упада на њихову територију. На турској страни борила су се три вазала: краљ Марко, Константин Драгаш и деспот Стефан Лазаревић, син и насљедник Кнеза Лазара. Битку на Ровинама, која се одиграла 17. маја 1395, добили су Власи. Краљ Марко и Константин Драгаш погинули су у њој. Послије њихове смрти Турци су анектовали њихове области и објединили их у османски санџак са центром у Ћустендилу. Тридесет и шест година након Битке на Ровинама Константин Филозоф написао је Житије деспота Стефана Лазаревића, у којем је забиљежио предање да је уочи битке Марко рекао Драгашу: „Ја кажем и молим Господа да буде хришћанима помоћник, а ја нека будем први међу мртвима у овом рату.“

## Краљ српске државе
У Маричкој бици 26. септембра 1371, Турци Османлије поразили су и убили Вукашина, а око два месеца касније умро је цар Урош. Марко је након тога законски постао краљ српске државе, али српски великаши, који су практично постали независни од централне власти, нису ни помишљали да га признају за свог врховног господара. Неодређеног датума након 1371. ушао је у вазални однос према турском султану. До 1377. значајне дијелове територије коју је наслиједио од Вукашина разграбили су господари околних области. Краљ Марко је у стварности постао само један од обласних господара, који је владао релативно малим подручјем у западној Македонији. Задужбина му је Манастир Светог Димитрија близу Скопља, познат као Марков манастир, изграђен 1376. Погинуо је у бици на Ровинама 17. маја 1395, борећи се у Влашкој на страни Турака.
Иако је био владар релативно скромног историјског значаја, Марко је током турске окупације постао један од најпопуларнијих јунака српске народне епике и усмене традиције уопште. Сличан статус има и у традицијама других јужнословенских народа. Бугари га поштују као свог народног јунака под именом Крали Марко. Запамћен је као неустрашиви заштитник слабих и беспомоћних, који се борио против неправде и дијелио мегдане са турским насилницима.

## Сведочанства о Марку
Краљевић Марко је живео у временима пре и мало после битке на Косову пољу. Краљ Марко (владао 1371—1395), највећа је загонетка српског народног епоса. У Марку се слегло вековно историјско искуство народа, на њега су прешле улоге и судбине многих епских јунака како оних о којима се певало пре њега тако и оних о којима се певало после њега. Из оскудних података пажњу привлаче два сведочанства, која нам, на готово неочекиван начин, приближавају Марка и то више као човека него као владара.
Прво сведочанство говори о једној Марковој љубавној афери. У запису на једној књизи неки дијак Добре безазлено саопштава да ју је преписао у време када благоверни краљ Марко „одаде Тодору, Гргурову жену, Хлапену, а узе своју првовенчану жену Јелену, Хлапенову кћер“ (ориг. текст ЗИН, I, 1902, бр. 189).
Друга вест тиче се Маркова учешћа у бици на Ровинама, у којој је он, борећи се на турској страни, погинуо. Четрдесетак година касније Константин Филозоф (в. 1989, 90) у свом Житију деспота Стефана пише да је Марко уочи битке рекао Константину Дејановићу: „Ја кажем и молим Господа да буде хришћанима помоћник, а ја нека будем први међу мртвима у овом рату.“
Прво сведочанство коришћено је у научној литератури као објашњење позадине песме о Марковим неприликама са женама. У другом случају дошла је до изражаја противречност Маркова историјског положаја као ратника који је принуђен да се бори на страни непријатеља свога народа, противречност која чини једну од главних полуга читаве марковске епике. Анегдота коју је испричао Константин Филозоф показује да је историјски краљ Марко био свестан те противречности — он жели победу оних против којих се мора борити. Исту свест изражавају многе песме о Марку.
Постоји, међутим, и једна дубља, структурална подударност између Марка из ових записа и Марка из епских песама забележених неколико стотина година касније. У оба случаја пада у очи велики унутрашњи распон Марковог моралног лика. Марко из записа дијака Добре и Марко из анегдоте Константина Филозофа појављују се у тако различитој светлости да се за та два лика једва могу схватити да припадају истом човеку. Први је име у скандалозној хроници друштва, а други трагични јунак доведен у ситуацију да своју личну судбину одмерава према колективној судбини света којем стварно припада, иако је принуђен да се против њега бори. Разлика између та два лика или између две ситуације у којима су дошле до изражаја две дијаметрално супротне стране Маркове личности може се упоредити с разликом која постоји између Маркова епског лика из песама какве су Сестра Леке капетана, Марко Краљевић и кћи краља Арапскога, Марко пије уз рамазан вино и сличне, на једној, и његовог лика из песама Урош и Мрњавчевићи, Марко Краљевић укида свадбарину, Марко Краљевић и соко и њима блиских, на другој страни.
Два наведена сведочанства о Марку, онај из записа дијака Добре и онај из књиге Константина Филозофа, показују да је он био личност која је још за живота ушла у причу и да су се приче о њему памтиле дуго после његове смрти. Константин Филозоф на посредан начин указује на усмени извор анегдоте о Марковим речима уочи битке на Ровинама, он ту анегдоту уводи у текст глаголом „кажу“, тј. прича се. Савремени писци не саопштавају ништа о томе да ли се о Марку певало, али из оног што је о њему речено види се да се о њему причало, да је он био личност за причу. А природно је да приче о ратницима у земљи где постоји епска традиција најчешће добијају облик јуначких песама.
Фреска изнад главног улаза у цркву Марковог манастира приказује светог ратника на коњу, а настала је 1377. године по наруџбини самог Марка Мрњавчевића. Фреска реално приказује витешку опрему тог доба. Коњаник уместо мача, основног оружја средњовековног витеза, помало неочекивано у десној руци носи буздован шестоперац. Буздован је постао главно оружје потоњег епског лика. Коњ представљен на фресци је длаке која одговара врсти шарац. Централно место ове фреске у цркви указује на то колико је Марко Краљевић ценио витешке и војничке особине и да је доживљавао себе као витеза, а тако су га и други доживљавали. Услед ових разлога, сматра се да је ова фреска послужила народу да створи представу епског Марка Краљевића.

## Два раздобља у Марковом животу
У животу историјског краља Марка јасно се издвајају два периода, до Маричке битке и после ње. У првом је Марков животни пут у сталном успону, само што то није био његов лични успон него успон његове породице. У доба цара Уроша, Мрњавчевићи избијају на прво место међу обласним господарима: Марков отац Вукашин крунисан је за краља и постао Урошев савладар, а стриц му Угљеша добио је титулу деспота и постао господар велике Серске области. Све до Маричке битке, у којој су Мрњавчевићи неславно завршили, Марко се налазио у сенци свог оца. Очевом, а не својом заслугом, он је доспео на највиши положај у држави: постао је „млади краљ“ што је у политичком систему немањићке Србије значило да је одређен за престолонаследника, а с обзиром на то да је Вукашин био Урошев савладар и да Урош није имао наследника, он је постао и престолонаследник царства. Његова владавина, започевши „српском погибијом“ на Марици, у целини је текла у знаку тог пораза.
Уместо да постане законити владар српског царства, постао је краљ вазалне области и подложник турског цара, а није могао да сачува ни оно што су му Турци оставили. Грабљиви суседи отимали су му део по део територија тако да је, на крају, од простране државе краља Вукашина остала мала област око Прилепа. Марко је највећи губитник међу владарима и великашима у том времену, и иначе карактеристичном по великим националним поразима.
Његова епска судбина кореспондира и уједно је у контрасту према његовој политичкој биографији. Он се као јунак појављује у обе наведене епохе, до Маричке битке и после ње, и на том глобалном плану својом песничком биографијом налази се у сагласности с историјом. Међутим, епски Марко, за разлику од историјског, ни у једној ни у другој епоси, ни у времену српског ни у времену турског царства, не игра споредну и безначајну улогу. Песма га је извукла из историјске сенке и учинила главним јунаком свог доба што је он у дубљем, песничком смислу заиста и био.

## У народном предању
Марко Мрњавчевић, у народном предању Краљевић Марко, остао је најпознатији епски јунак народних песама од којих је најстарија позната Марко Краљевић и брат му Андријан (Хекторовић, 1555). О њему нису певали само Срби и Хрвати, већ и други јужнословенски народи: Македонци, Бугари и Словенци. Култ Краљевића Марка био је развијен и у Далмацији.
Народни певачи подарили су му дуг живот од триста година, и учинили га савремеником и другом најистакнутијих јунака од 14. до 16. века. Песме су сачувале мало историјских података о њему, али су ипак запамтиле оно што је најважније: његову везу с епохом расула српског царства у којем је његов отац, краљ Вукашин, одиграо најважнију улогу, и његово вазалство с Турцима.
Старије песме не стављају у први план његове антитурске борбе, већ се везују и опште, интернационалне теме као што су друговање, женидба, борба с натприродним бићима (вилама) и црним ратницима (Арапима).
За разлику од косовских, песме о Марку Краљевићу немају заједничку фабуларно-композицијску окосницу већ су повезане искључиво ликом јунака о којем певају. Поред песама, о њему постоје и многа прозна предања: о рођењу, стицању снаге, налажењу Шарца, о разним подвизима, као и о смрти.
Покушаји објашњења његове епске популарности предмет су бројних научних радова, почев од Вукових првих запажања (1814) па до савремених радова где се трага за основом у историјским сећањима и у посебности његове личности, али и у историјском развоју средине која о Марку пева.

### Марково рођење
О Марковом рођењу постоји више предања. Према песми Рођење Марка Краљевића кад је његов отац, краљ Вукашин, ишао да лови у гори, у близини језера је кришом узео вилину „круну и кошуљу” хтевши да му она постане жена. Венчали су се и родила је прво Марка, а онда и „нејаког” Андрију.
Другде се пак приповеда да краљица Јевросима није имала деце пуних девет година, па је више пута говорила да би радије волела да буде мајка него краљица. Шетајући се једном изван Скадра, видела је неко дете како се дави у Бојани. Спасила га је, а Циганка јој се захваљивала и желела на било који начин одужити. Јевросима је наједном рекла да би волела да има дете као што га она има. Циганка ју је потом питала да ли би хтела да роди краља или јунака, на шта је краљица одговорила да би хтела јунака, па јој је она испричала да мора да подигне цркву Богородици; да посади, окопа и сиротињи да поклони девет винограда; да се у Бојани купа сваки дан по три пута за девет месеци; да подигне у девет места девет извора и да пије на дан по тулум млека од оваца са Шар-планине. Краљица је учинила све како јој је рекла и она је родила мушко дете које је било суво, мало и жољаво. Када га је видео краљ Вукашин, рекао је да он никад неће бити ни човек, а камоли јунак. Дали су му име Марко јер су сви марили (волели) да се он роди, а кад је Јевросима после потражила Циганку да је награди, ње нигде није било. После су сви веровали да је то заправо била Богородица или вила.
Насупрот томе, према песми Милош Обилић змајски син пева се да је Марко један од „змајевитих јунака” којем је отац змај, уз Милоша Обилића, Бановића Страхиње, Змај-Огњеног Вука и друге. За њега се и посебно наводи да му је на десној руци младеж са бичем вучје длаке, а на нози „сабља уписана, а на сабљи крстата барјака” као обележје „змајевитих јунака” које сваки мора да крије.

### Како је постао јунак
Пре него што је Марко постао јунак, приповеда се да је некада чувао говеда са чобанима, али је био нејак па су га тукли. И једном кад су га послали да поврати одбеглог коња из шуме, видео је неку девојку како спава под дрветом за коју се испоставило да је вила. Двапут га је подојила, добивши тако надљудску снагу. Кад се вратио, истукао је чобане; и пре но што их је напустио, вила му је рекла да уместо плате затражи од чобана сакату кобилу у дну ара. Након неког времена, кобила је ождребила његовог Шарца.

### Марко и Шарац
Коњ Марка Краљевића звао се Шарац који је имао необично порекло и поседовао необичне особине. По једном предању Марко га је добио од виле: зато може достићи и вилу Равијојлу; по другом, купио га је као мало губаво ждребе од кириџија. Уме да пије вино, да рони сузе, чак и да говори турски и да предосети смрт свог господара. Његово понашање спада у интернационалне мотива о јуначким коњима, нераздвојним пријатељима чувених јунака.

### Маркова личност
За разлику од историјске личности Марка Мрњавчевића, он је као личност српских народних песама једна од истакнутијих творевина народног песништва. У његов лик, народ је унео све богатство свога духа дајући му не само дуг век већ и необичне моћи и снагу, те је јачи не само од свих јунака него и од натприродних бића; и обдарен свим врлинама које по његовом схватању треба да поседује јунак: да брани правду, веру, част, народне обичаје, захтева човечност и поштовање родитеља, да воли пријатеље и другове, да штити жене, слабе и нејаке.
Уз Марка Краљевића, народ је створио читав низ споредних личности од којих је најлепша међу њима његова мајка Јевросима; у епској традицији, етички узвишена личност коју син увек поштује. Многе песме о Марку имају устаљену сцену вечере и разговора с мајком као уводни део.
И као велики народни јунак, одликује се не само надљудском снагом него и моралним својствима, али истовремено он је принуђен служити туђину и ратовати у турској војсци. Тим противуречним положајем условљене су најважније људске црте његовог лика. Као народни јунак он је заштитник слабих и нејаких, борац против неправде, он дели мегдане с турским насилницима ког се плаши и сам цар у Стамболу.
Маркова је морална дилема у неприхватљивој, али историјски наметнутој ситуацији: не само како преживети него и како сачувати људско достојанство и витешку част, како остати свој упркос чињеници што се мора служити туђину. У многим песмама Марко поступа у складу са својом улогом епског јунака. Упркос околностима које су му наметнуте, он се влада као „носилац идеалних патријархалних и природних норми живота”: усред турске војске кажњава убицу свог оца (Марко Краљевић познаје очину сабљу), ослобађа девојке и младиће од свадбарског пореза који је наметнуо насилник (Марко Краљевић укида свадбарину), спасава цареву кћер од нежељене удаје, али не на позив њеног оца и мајке, него тек кад га је она сама „богом побратила” (Марко Краљевић и Арапин), избавља из тамнице своје побратиме (Марко Краљевић и Вуча џенерал), чини добро животињама што му оне, кад се нађе у невољи, узвраћају (Марко Краљевић и соко). Марко је стога у тим песмама приказан као избавитељ, доброчинитељ и усрећитељ људи, као и носилац благодати живота. Зато је његов спомен у песми свечаног нагласка: 
| „ | Спомиње се Краљевићу Марко као добар данак у години. | ” |

На супротности између Маркове улоге епског јунака и његова историјског положаја заснива се и једна од важнијих црта Марковог лика — комика. Његова појава на коњу шарцу с „ћурком од курјака” на леђима и „капом од међеда” на глави, с „тулумином вина”, с једне, и „тешком топузином”, с друге стране, — комично је стилизована, заједно с његовим понашањем. У низу песама Марко је приказан као инаџија и кавгаџија или као шерет и обешењак. Кад на мајчину молбу реши да се остави „четовања” и да се бави обичним ратарским занимања, он „не оре брда и долине / већ он оре цареве друмове” (Орање Марка Краљевића); у борби с противницима он се служи не само снагом и јунаштвом него и преваром, лукавством и шалом; у песми о Марку и Мини од Костура он се прерушава у калуђера и игра „ситно калуђерски” не само да би ушао у противникове дворе, већ и да му се наруга.
Међутим, Марко поред својих врлина има и пороке: свађалица је, инаџија и убојица; самовољан је, љутит и плаховит, а пре свега пијаница. Уз то постоји и Марков проблематичан однос према женама: осим што са њима нема посебно среће и у љубавним сижеима често игра улогу превареног мужа или одбијеног просца, он је повремено склон и да према женама покаже невитешку и нечовечну суровост. Ова црта Маркова епског лика повезује се с успоменама на историјског Марка који је отерао жену због неверства, а имао је и једну несуђену женидбу.
Он је поред небројених јунаштава починио и многе грехе, али онај који га посебно тишти и нагони на покајање је управо његов поступак према једној жени, кћери арапског краља. Када га је њен отац заробио у тамници, лажно јој се заклео да ће се њоме оженити ако му она помогне да се ослободи, па ју је док су заједно бежали убио и узео благо које је понела.
У случају арапске принцезе може се говорити о ниским побудама, али је иначе најчешћи узрок Маркових испада према женама његова плаховитост. Не само да ће својој жени, ухвативши је у неверству, ископати очи (Невјера љубе Краљевића Марка), него умало да „сиротој девојци” није одсекао руку зато што је уместо њега изабрала другог просца (Дјевојка надмудрила Марка). Имајући то у виду, не чуди његов изузетно суров поступак према охолој сестри Леке капетана која je не само одбила, него и увредила Марка и његова два побратима.

### Маркова смрт
Према песми Смрт Марка Краљевића коју је записао Вук Караџић, казује се како је Марку по први пут Шарац „посрнуо” и уз то „сузе ронио”, а вила му је онда говорила да Шарац осећа да ће се ускоро њих двојица растати, обзиром да његов господар не може да погине од било ког јунака него једино од Бога. Марко, не верујући, проверио је огледавши се у води бунара на врху планине; и сазнао кад ће умрети, заплакао је, после чега је Шарцу одсекао главу да га Турци не би јахали и изломио своје оружје: бритку сабљу је пребио на четири делова, а бојно копље на седам, док је буздован бацио у море. Оставио је поруку којом налаже да се од три товара блага, први поклања оном који га покопа, други да цркви, а трећи сиротињи. Онда је скинуо зелену доламу, прострео је, легао и умро. На њега је наишао Игуман Васа са ђаком Исаијом. Игуман га одвео Светој Гори и сахранио под Хиландар без икаквих обележја да му се непријатељи не би светили. 
Постоје и различита предања о Марковој смрти: једни приповедају да га је негде у селу Ровинама убио неки Каравлашки војвода Мирчета златном стрелом у уста када су се Турци борили с Каравласима; други казују да му се у боју заглибио Шарац у некој бари код Дунава и да су обојица пропали (у Неготинској крајини приповеда се да је то било у једној бари близу Неготина испод извора Царичине; ту постоји и сада бара и зидине од старе цркве за коју говоре да је била начињена на  Марковом гробу). Трећи кажу да је у боју толико људи изгинуло да су по крви попливали коњи и људи, па је Марко пружио руке к небу и рекао: „Боже, што ћу ја сад!” Бог се смиловао и пренео и њега и Шарца у пећину у којој обојица живе. Забовши своју сабљу под греду, или је ударивши у камен, легао и заспао, док пред Шарцем стоји мало маховине од које помало једе, а сабља све помало излази испод греде или из камена, па кад Шарац поједе маховину и сабља испод греде или из камена испадне, онда ће се и он пробудити и опет на свет изићи.
Једни говоре и да је он отушао у ту пећину кад је први пут видео пушку и пошавши да је огледа пробио сам себи длан и рекао: 
| „ | Сад не помаже јунаштво, јер најгора рђа може убити најбољега јунака. | ” |

## Наслеђе
Марко Краљевић из народних песама послужио је као инспирација многим српским сликарима. Између осталих, позната су дела Паје Јовановића, Новака Радонића, Мине Караџић, Владислава Тителбаха и Петра Меселџије.

## Галерија
- Фреска Варошки Манастир
- Марко Краљевић и Вила у илустрованом часопису Србадија
- Југословенски динар
- Соко Краљевине Југославије
- Скулптура Ивана Мештровића Краљевић Марко, 1910
- Скулптура Ивана Мештровића Краљевић Марко, 1910
- Биста Марка Краљевица, Голубачки град